# Cesta do Povo
A Cesta do Povo é uma rede de supermercados que pertenceu ao governo da Bahia até 2018. Seu foco era subsidiar os principais produtos da cesta básica para tornar acessível à população de baixa renda.
Em 1979, o governador Antonio Carlos Magalhães criou o Programa de Abastecimento de Alimentos Básicos, quando foi anunciada a Cesta do Povo em 1º de junho e entrou em funcionamento em 21 do mesmo mês.
A empresa passou por reestruturação após grande crise financeira provocada pela gestão dos ex-diretores administrativo e financeiro da Ebal, Geraldo Oliveira e Antônio Mário Bastos, respectivamente.
No final de 2014, o governador eleito para a gestão 2015-2018, Rui Costa, anunciou a privatização da rede, devido aos inúmeros repasses feitos pelo Tesouro Estadual, que já chegou atingir R$ 60 milhões em determinados anos, para manter ativa a rede de supermercados.